# Estação Château de Vincennes
Château de Vincennes é uma estação da linha 1 do Metrô de Paris, localizado no limite do 12.º arrondissement de Paris e da comuna de Vincennes.

## Localização
A estação está situada no limite de Paris e de Vincennes sob a avenue de Paris, entre a avenue du Château e do square Jean Jaurès, junto ao Castelo de Vincennes.

## História
A estação deve o seu nome ao Castelo de Vincennes, castelo real, situado nas proximidades.
No contexto da automação da linha 1, as plataformas da estação foram levantadas em 25, 26 de agosto, 1 e 2 de setembro de 2008 e entre a quinta-feira 24 de setembro de 2009 (22 h) e no domingo 27 de setembro de 2009, onde a estação foi totalmente fechada para obras, a estação Bérault se tornando o terminal provisório da linha.
Em 2011, 4 858 849 passageiros entraram nesta estação. Em 2012, foram 4 802 608 viajantes. Ela viu entrar 5 469 122 passageiros em 2013 o que a coloca na 81ª posição das estações de metrô por sua frequência.

## Serviços aos Passageiros

### Acessos
A estação tem seis entradas de metrô, duas das quais estão localizadas no território de Paris (a 3 e a 4).

### Plataformas

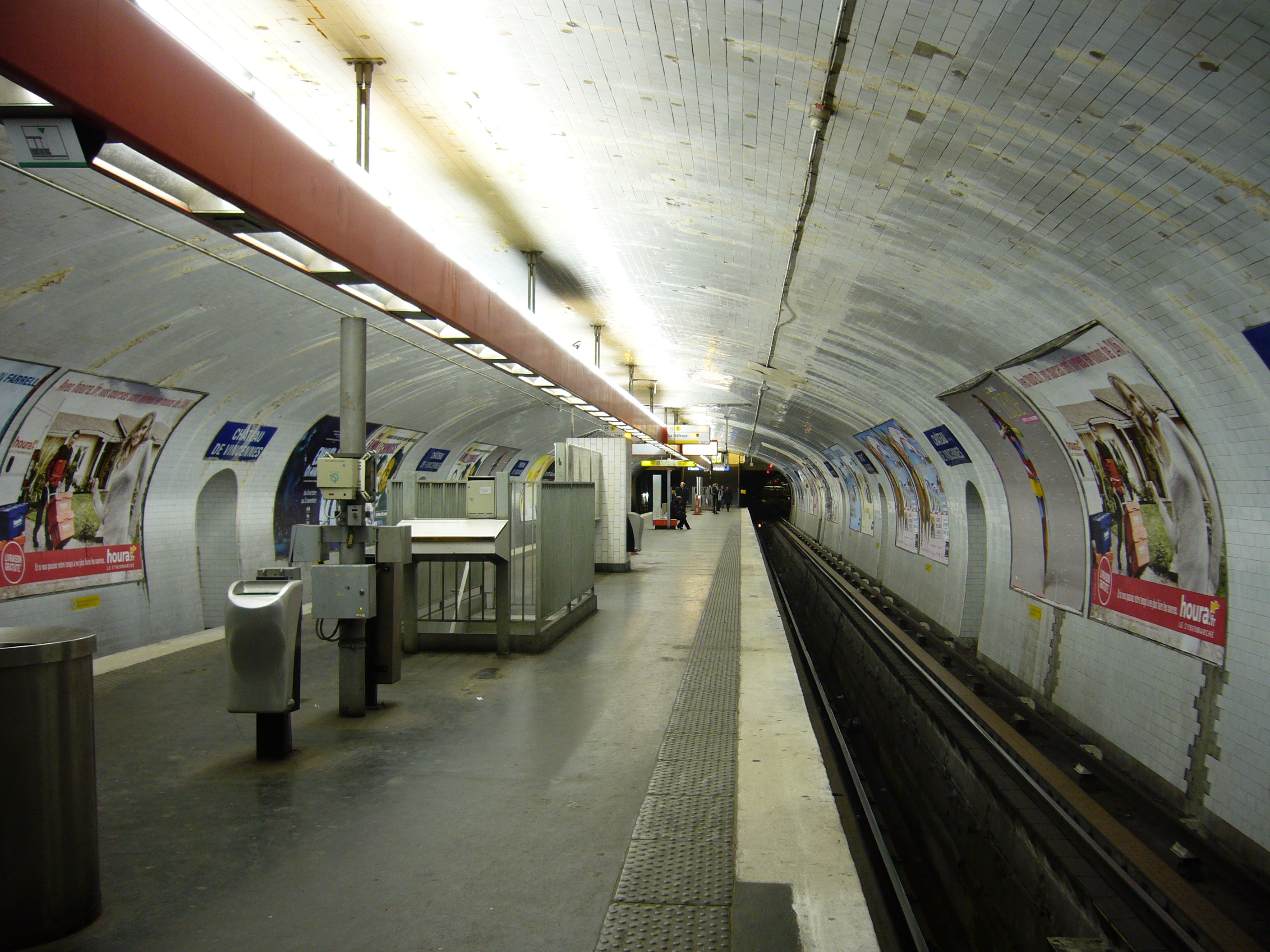
A plataforma de partida em direção a La Défense, em 2008.

A estação é o terminal oriental da linha. As quatro vias, enquadrando duas plataformas centrais, se encontram em duas meia-estações idênticas; a primeira serve a chegada dos trens, a segundo a partida deles em direção a La Défense.
A plataforma de chegada é de estilo "Mouton-Duvernet" (abóbada pintada, e área ladrilhada na vertical) mas tem visto a sua iluminação substituído por faixas de estilo "Bruno-Gaudin" por ocasião de automatização da linha; a plataforma de partida foi renovada em estilo "Andreu-Motte, type B", com telhas planas brancas, com uma caixa de iluminação vermelha e um pequeno banco em alvenaria, com telhas vermelhas. As duas plataformas não possuem mais assentos.

### Intermodalidade
A estação é servida pelas linhas 46, 56, 112, 114, 115, 118, 124, 210, 318 e 325 da rede de ônibus RATP, que tem por terminal uma estação de ônibus. À noite, a estação é servida pelas linhas N11 e N33 da rede de ônibus Noctilien.
A RATP faz aparecer nos planos da linha 1 uma correspondência por via pública entre a estação de metrô e a estação RER de Vincennes, situada a mais de 700 metros e mais longe do que a estação ao lado de Bérault.

## Pontos turísticos

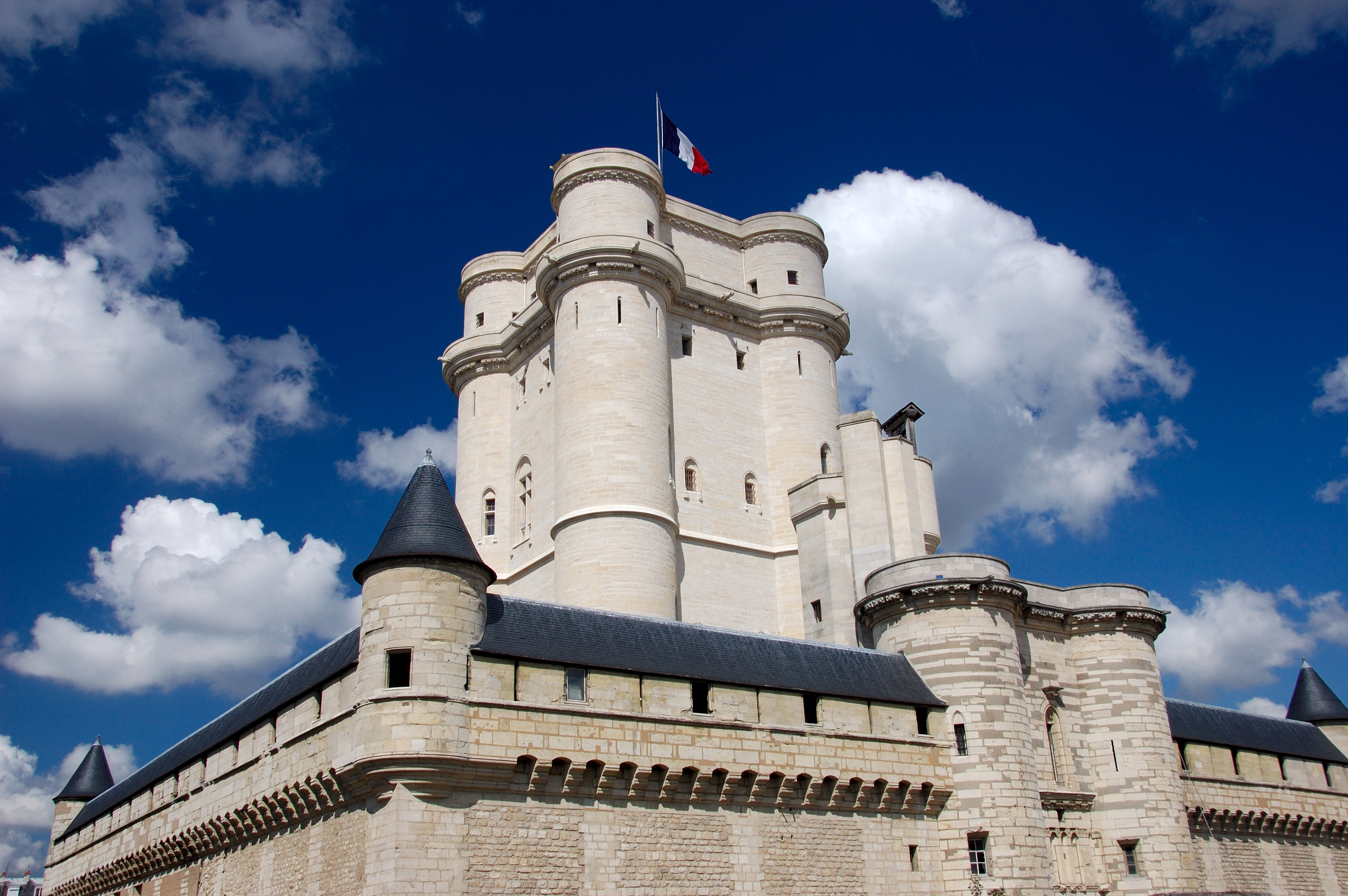
A torre de menagem do Castelo de Vincennes.

- O Castelo de Vincennes, castelo real.
- O Bois de Vincennes.
- O Parc floral de Paris, que serve de parque de exposições, bem como o Instituto nacional dos esportes e da educação física.
- A prefeitura de Vincennes, bem como a promenade decorada que se encontra em frente.

## Bibliografía
- Pierre Miquel (1993). Petite histoire des stations de métro. éditions Albin Michel. ISBN 2-226-06671-3.